# 羅丁斯凱 (扎波羅熱區)
47°55′27″N 35°44′0″E / 47.92417°N 35.73333°E
羅丁斯凱（烏克蘭語：Родинське）是位於烏克蘭東南部的村莊，由扎波羅熱州扎波羅熱区的新米科拉伊夫卡市鎮負責管轄。該村面積0.01平方公里，海拔高度98米，2001年人口14，人口密度每平方公里1,400人。